# Adolf Koxeder
Adolf Koxeder (ur. 9 października 1934 w Innsbrucku) – austriacki bobsleista. Srebrny medalista olimpijski z Innsbrucku.
Zawody w 1964 były jego jedynymi igrzyskami olimpijskimi. Austriacki bob, w składzie Erwin Thaler, Koxeder, Josef Nairz i Reinhold Durnthaler, zajął drugie miejsce w czwórkach. Koxeder był również brązowym medalistą mistrzostw świata w 1963 (czwórki).